# Bioko Norte
Bioko Norte (dt. Nordbioko) ist eine Provinz Äquatorialguineas auf der im Golf von Guinea liegenden Insel Bioko. Die Hauptstadt ist Malabo.
Die Provinz ist in zwei Distrikte unterteilt: Baney und Malabo.

## Geographie

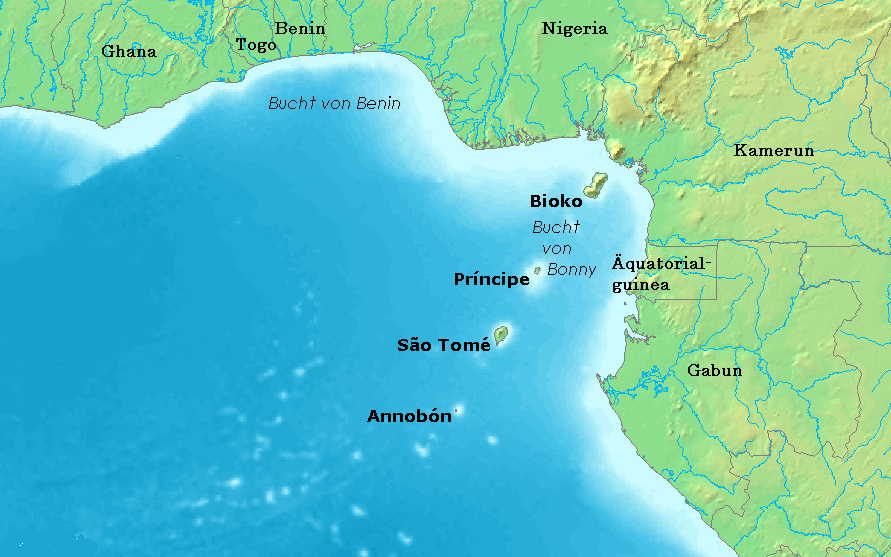
Lage von Bioko im Golf von Guinea

Die Provinz liegt im Norden der Insel und grenzt im Süden an die Provinz Bioko Sur. Bioko liegt bei 4° nördlicher Breite und 8° östlicher Länge etwa 40 km vor der Küste von Kamerun.

## Nachweise
1. ↑  Instituto Nacional de estadística de Guinea Ecuatorial: Anuario estadístico de Guinea Ecuatorial 2018, abgerufen am 28. November 2020